# フェイムアンドグローリー
フェイムアンドグローリー (Fame And Glory) はイギリスで生産された競走馬である。フェームアンドグローリーと表記される場合もある。

## 経歴

### 2歳（2008年）
10月22日にナヴァン競馬場で競走馬デビュー戦を迎え、デビュー初戦で初勝利を挙げた。その後はフランスに遠征し約3週間後の次走は重賞及びG1競走初挑戦となるクリテリウムドサンクルーに出走することになった。当レースの前週に行われたクリテリウム・アンテルナシオナルを制したザフィシオなどが出走するなか、当時1勝馬だった本馬は11頭中5番人気に支持された。雨の影響で道悪の中で行われたレースでは、ゴール前で4頭が絡む接戦の中、2着のドラムビートに半馬身差をつけて1着となり、重賞及びG1競走初勝利を挙げた。この勝利は鞍上のジョニー・ムルタと馬主にとっても同競走初勝利となり、オブライエン厩舎にとっては6年ぶり3度目の勝利となった。また、ドラムビートとは同じオブライエン厩舎で、同じモンジュー産駒のワンツーともなった。レース後は休養に入り2戦2勝で2歳を終えた。

### 3歳（2009年）
休養を終えて4月19日のバリーサックスステークス (G3) から始動し、1番人気に応えて快勝。幸先の良いスタートとなった。続く5月10日のアイリッシュダービートライアルステークス (G2) は新たにジェームズ・ヘファーナンが騎乗してレースを制し、デビュー戦以来無敗の4連勝を達成した。6月6日のダービーステークスでは1番人気に推されるものの、2000ギニーを制したシーザスターズをとらえきれずに2着に敗れた。6月28日のアイリッシュダービーでは鞍上がJ.ムルタに戻る。二冠馬シーザスターズは出走を取り消していた。レースでは2着ゴールデンソードに5馬身差をつけ優勝し、オブライエン厩舎は1･2フィニッシュと共にアイリッシュダービー4連覇･7勝目の偉業を達成。本馬も父モンジューとの親子制覇を達成した。その後、9月5日のアイリッシュチャンピオンステークスではシーザスターズとの2度目の対決となったが、またもや2着に敗れ、前回の雪辱はならなかった。そして本番の凱旋門賞ではシーザスターズが快勝したのとは対照的に見せ場がなく6着に終わった。続くチャンピオンステークスでは1番人気に支持されたが、トゥワイスオーヴァーの6着に敗れた。

### 4歳（2010年）
休養を終えて4月11日のアレッジドステークスに出走したが、3着に敗れた。続く5月3日のムーアズブリッジステークス (G3) では2着馬に5馬身差をつけ圧勝した。5月23日のタタソールズゴールドカップでは単勝1.5倍の圧倒的1番人気に推され、レースでは2着馬に7馬身差の圧勝劇を演じ、G1競走3勝目を挙げた。6月4日のコロネーションカップでは2番手追走から楽に抜け出し、サリスカを1馬身半突き放して快勝、G1競走4勝目を挙げた。8月8日のロイヤルウィップステークス (G2) では後続に3馬身半差をつけ勝利し、格の違いを見せ付けた。しかし本番の凱旋門賞ではワークフォースの5着に敗れた。

### 5歳（2011年）
4月17日のヴィンテージクロップステークスと5月29日のサヴァルベグステークスを共に勝利。6月16日のゴールドカップを快勝、G1競走5勝目を挙げた。その後8月20日のセントレジャートライアルステークスは2着、9月10日のアイリッシュセントレジャーは4着に終わる。10月15日のブリティッシュ・チャンピオンズ・ロングディスタンスカップはレース中盤で先頭に立つと後続の追撃をしのいで勝利した。この年、カルティエ賞の最優秀ステイヤーに選出される。

### 6歳（2012年）
休養を終えて5月20日のヴィンテージクロップステークスから始動し、1番人気に応えて勝利。続く6月21日のゴールドカップでは1番人気に推されるものの7着に敗れた。約3ヶ月の休みを経てアイリッシュセントレジャーで6着、ブリティッシュ・チャンピオンズ・ロングディスタンスカップは5着に敗れる。次走はアメリカへ遠征し、ブリーダーズカップ・マラソンへ出走するがレース中盤で大きく後退し、競走中止となった。これを最後に引退し、アイルランドのグランジ・スタッドで種牡馬となった。

### 引退後
2017年2月13日、種付け中に心臓発作と思われる症状により死亡した。

## 競走成績
| 出走日     | 競馬場           | 競走名                    | 格 | 距離      | 着順 | 騎手           | 1着（2着）馬         |
| ---------- | ---------------- | ------------------------- | -- | --------- | ---- | -------------- | -------------------- |
| 2008.10.22 | ナヴァン         | メイドン                  |    | 芝8f      | 1着  | S.ハンター     | (Sirgarfieldsobers)  |
| 0000.11.12 | サンクルー       | クリテリウムドサンクルー  | G1 | 芝2000m   | 1着  | J.ムルタ       | (Drumbeat)           |
| 2009.04.19 | レパーズタウン   | バリーサックスS           | G3 | 芝10f     | 1着  | J.ムルタ       | (Fergus McIver)      |
| 0000.05.10 | レパーズタウン   | 愛ダービートライアルS     | G2 | 芝10f     | 1着  | J.ヘファーナン | (Mouirayan)          |
| 0000.06.05 | エプソム         | ダービー                  | G1 | 芝12f10y  | 2着  | J.ヘファーナン | Sea the Stars        |
| 0000.06.28 | カラ             | 愛ダービー                | G1 | 芝12f     | 1着  | J.ムルタ       | (Golden Sword)       |
| 0000.09.05 | レパーズタウン   | 愛チャンピオンS           | G1 | 芝10f     | 2着  | J.ムルタ       | Sea the Stars        |
| 0000.10.04 | ロンシャン       | 凱旋門賞                  | G1 | 芝2400m   | 6着  | J.ムルタ       | Sea the Stars        |
| 0000.10.17 | ニューマーケット | チャンピオンS             | G1 | 芝10f     | 6着  | J.ムルタ       | Twice Over           |
| 2010.04.11 | カラ             | アレッジドS               | L  | 芝10f     | 3着  | J.ムルタ       | She's Our Mark       |
| 0000.05.03 | カラ             | ムーアズブリッジS         | G3 | 芝10f     | 1着  | J.ムルタ       | (Recharge)           |
| 0000.05.23 | カラ             | タタソールズGC            | G1 | 芝10f110y | 1着  | J.ムルタ       | (Recharge)           |
| 0000.06.04 | エプソム         | コロネーションC           | G1 | 芝12f10y  | 1着  | J.ムルタ       | (Sariska)            |
| 0000.08.08 | カラ             | ロイヤルウィップS         | G2 | 芝10f     | 1着  | J.ムルタ       | (Dixie Music)        |
| 0000.10.03 | ロンシャン       | 凱旋門賞                  | G1 | 芝2400m   | 5着  | J.ムルタ       | Workforce            |
| 2011.04.17 | ナヴァン         | ヴィンテージクロップS     | L  | 芝13f     | 1着  | J.スペンサー   | (Nebula Storm)       |
| 0000.05.29 | レパーズタウン   | サヴァルベグS             | L  | 芝14f     | 1着  | J.スペンサー   | (Vivacious Vivienne) |
| 0000.06.16 | アスコット       | ゴールドC                 | G1 | 芝20f     | 1着  | J.スペンサー   | (Opinion Poll)       |
| 0000.08.20 | カラ             | セントレジャートライアルS | L  | 芝14f     | 2着  | J.ヘファーナン | Fictional Account    |
| 0000.09.10 | カラ             | 愛セントレジャー          | G1 | 芝14f     | 4着  | J.スペンサー   | Duncan Jukebox Jury  |
| 0000.10.15 | アスコット       | 英チャンピオンズ長距離C   | G3 | 芝16f     | 1着  | J.スペンサー   | (Opinion Poll)       |
| 2012.05.20 | ナヴァン         | ヴィンテージクロップS     | L  | 芝13f     | 1着  | J.オブライエン | (Unaccompained)      |
| 0000.06.21 | アスコット       | ゴールドC                 | G1 | 芝20f     | 7着  | J.スペンサー   | Colour Vision        |
| 0000.09.15 | カラ             | 愛セントレジャー          | G1 | 芝14f     | 6着  | J.スペンサー   | Royal Diamond        |
| 0000.10.20 | アスコット       | 英チャンピオンズ長距離C   | G3 | 芝16f     | 5着  | J.スペンサー   | Rite of Passage      |
| 0000.11.02 | サンタアニタ     | BCマラソン                | G2 | ダ14f     | 中止 | J.スペンサー   | Calidoscopio         |

## 血統表
| フェイムアンドグローリーの血統サドラーズウェルズ系 / Lalun 5×5=6.25%、Birkhahn 5×5=6.25%（母内） | フェイムアンドグローリーの血統サドラーズウェルズ系 / Lalun 5×5=6.25%、Birkhahn 5×5=6.25%（母内） | フェイムアンドグローリーの血統サドラーズウェルズ系 / Lalun 5×5=6.25%、Birkhahn 5×5=6.25%（母内） | （血統表の出典）    | （血統表の出典）  |
| 父 Montjeu 1996 鹿毛                                                                             | 父の父Sadler's Wells 1981 鹿毛                                                                   | Northern Dancer                                                                                  | Nearctic            | Nearctic          |
| 父 Montjeu 1996 鹿毛                                                                             | 父の父Sadler's Wells 1981 鹿毛                                                                   | Northern Dancer                                                                                  | Natalma             |                   |
| 父 Montjeu 1996 鹿毛                                                                             | 父の父Sadler's Wells 1981 鹿毛                                                                   | Fairy Bridge                                                                                     | Bold Reason         | Bold Reason       |
| 父 Montjeu 1996 鹿毛                                                                             | 父の父Sadler's Wells 1981 鹿毛                                                                   | Fairy Bridge                                                                                     | Special             |                   |
| 父 Montjeu 1996 鹿毛                                                                             | 父の母Floripedes 1985 鹿毛                                                                       | Top Ville                                                                                        | High Top            | High Top          |
| 父 Montjeu 1996 鹿毛                                                                             | 父の母Floripedes 1985 鹿毛                                                                       | Top Ville                                                                                        | Sega Ville          |                   |
| 父 Montjeu 1996 鹿毛                                                                             | 父の母Floripedes 1985 鹿毛                                                                       | Toute Cy                                                                                         | Tennyson            | Tennyson          |
| 父 Montjeu 1996 鹿毛                                                                             | 父の母Floripedes 1985 鹿毛                                                                       | Toute Cy                                                                                         | Adele Toumignon     |                   |
| 母 Gryada 1993 鹿毛                                                                              | 母の父Shirley Heights 1975 鹿毛                                                                  | Mill Reef                                                                                        | Never Bend          | Never Bend        |
| 母 Gryada 1993 鹿毛                                                                              | 母の父Shirley Heights 1975 鹿毛                                                                  | Mill Reef                                                                                        | Milan Mill          |                   |
| 母 Gryada 1993 鹿毛                                                                              | 母の父Shirley Heights 1975 鹿毛                                                                  | Hardiemma                                                                                        | *ハーディカヌート   | *ハーディカヌート |
| 母 Gryada 1993 鹿毛                                                                              | 母の父Shirley Heights 1975 鹿毛                                                                  | Hardiemma                                                                                        | Grand Cross         |                   |
| 母 Gryada 1993 鹿毛                                                                              | 母の母Grimpola 1982 鹿毛                                                                         | Windwurf                                                                                         | Kaiseradler         | Kaiseradler       |
| 母 Gryada 1993 鹿毛                                                                              | 母の母Grimpola 1982 鹿毛                                                                         | Windwurf                                                                                         | Wiesenweihe         |                   |
| 母 Gryada 1993 鹿毛                                                                              | 母の母Grimpola 1982 鹿毛                                                                         | Gondel                                                                                           | Zank                | Zank              |
| 母 Gryada 1993 鹿毛                                                                              | 母の母Grimpola 1982 鹿毛                                                                         | Gondel                                                                                           | Reprocolor F-No.1-i |                   |